# 플래닛 할리우드 리조트 & 카지노

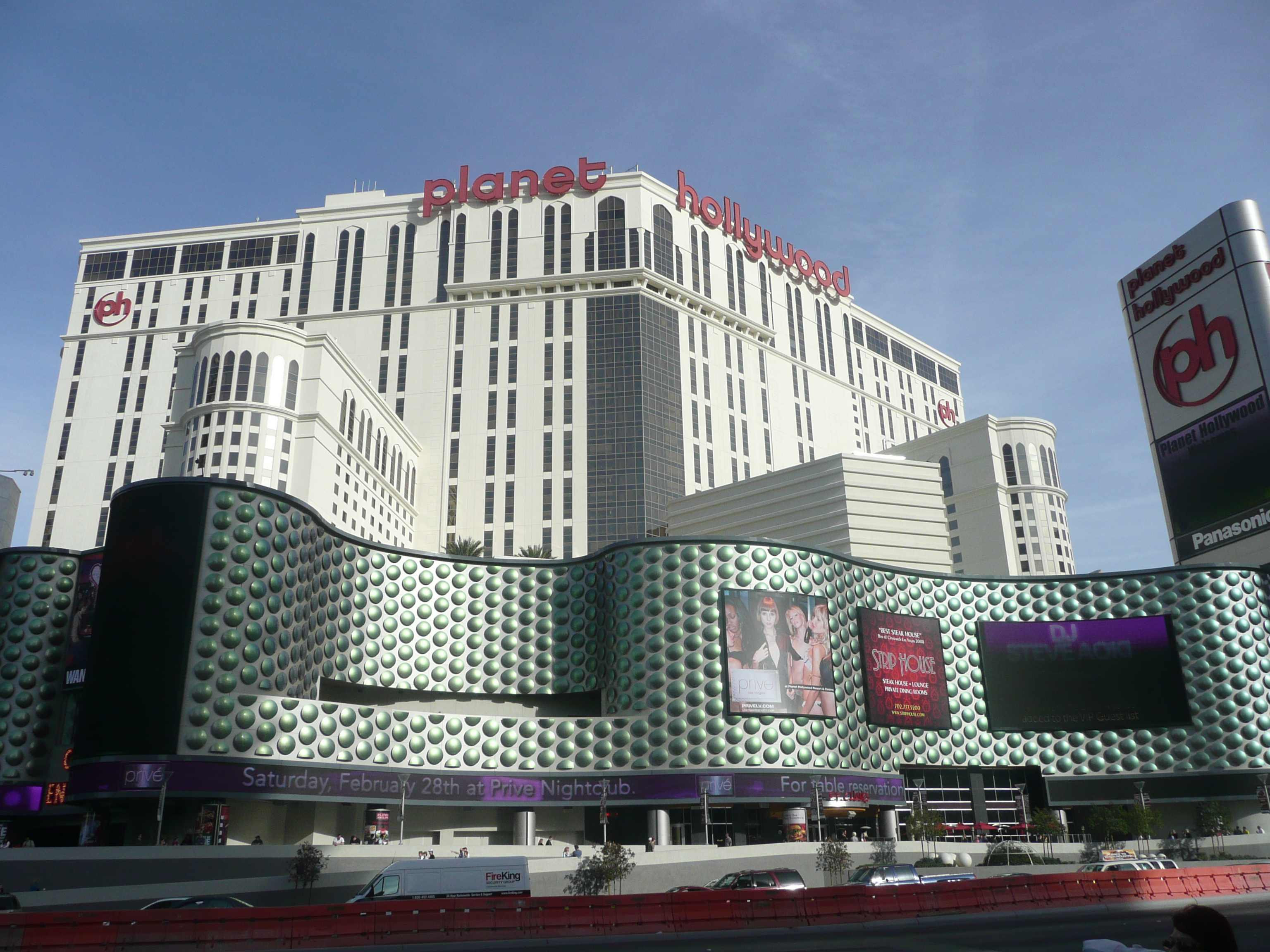
플래닛 할리우드 리조트 & 카지노

플래닛 할리우드 리조트 & 카지노(Planet Hollywood Resort and Casino)는 미국 네바다주 패러다이스에 위치한 호텔 및 카지노이다. 이 호텔은 더 알라딘(The Aladdin)이라는 이름으로 1966년에 오픈한 전통있는 호텔로, 중동과 아랍 세계를 테마로하였다. 이름의 유래는 알라딘이다. 2003년, 이 호텔은 파산하였고, 영화를 모티브로 한 레스토랑 플래닛 할리우드를 호텔 체인 스타우드 호텔 & 리조트가 매입, 새로운 이름과 새 테마를 하여 재탄생한 것이 현재 이르고 있으며, 새 테마는 할리우드이다.